# Нью-Лондон (округ)
Нью-Ло́ндон (англ. New London) — округ в США, расположен на юго-востоке штата Коннектикут. По данным 2000 года в округе проживает 259088 человек. Общая площадь округа составляет 2000 км², включая внутренние и прибрежные воды округа. Как и во всех округах Коннектикута в округе Нью-Лондон нет центральных органов власти, а также нет и административного центра. Все обязанности по управлению несут на себе расположенные в округе города.

## История
Округ Нью-Лондон был создан 10 мая 1666 года, актом суда Коннектикута, вместе с тремя другими первыми округами Фэрфилд, Хартфорд и Нью-Хейвен, образовавших колонию Коннектикут. Как было установлено в 1666 году, округ Нью-Лондон состоял из городов, Норуич, Нью-Лондон, Сайбрук и Киллингворт который был зарегистрирован как город в 1667 году. Несколько новых городов были включены в округ Нью-Лондон в течение следующих десятилетий: Престон в 1687 году, Колчестер в 1699 году, Лебанон в 1700 году. Поселениях вдоль долины Квинебааг были помещены под юрисдикцию Нью-Лондона в 1697. К 1717 году, несколько новых городов были созданы в северо-восточном Коннектикуте (между Долиной Квинебааг и границы штата Род-Айленд) и присоединены к округу Нью-Лондон.
Округ Уиндем был сформирован из округов Хартфорда и Нью-Лондона 12 мая 1726 года, из городов на северо-востоке Коннектикута. Округ Нью-Лондон потерял города Волантаун, Помфрет, Киллингли, Кентербери, Планфилд, и Лебанон, которые вошли в новообразованный округ. В 1785 году, был образован округ Мидлсекс, из городов, расположенных вдоль нижней части реки Коннектикут, забирая городах Киллингворт и Сайбрук у округа Нью-Лондон. Несколько дополнительных изменений границы округов состоялось в 19-м веке. Округ расширился благодаря созданию города Мальборо в 1806 году, передаче города Лебанон из округа Уиндем в 1824 году, и передачу города Волантаун из округа Уиндем в 1881 году.

## География
По данным переписи 2000 года, округ имеет общую площадь в 1998,6 квадратного километра), из которых 1724,7 квадратного километра (или 86,30%), земли и 273,9 квадратного километра (или 13,70%) занимает водное пространство.
Рельеф округа в основном находится на уровне моря, возвышенно становится лишь на севере округа. Самой высокой точкой в округе является гора Гейтс в городе Лебанон и равняется примерно 201 метров над уровнем моря. Округ Нью-Лондон граничит с округами  Уиндем на севере, с округом Кент, штат Род-Айленд на  северо-востоке, с округом Вашингтон, штат Род-Айленд на востоке, с округом Мидлсекс на западе, с округом Толланд на севере-западе, с округом Хартфорд на северо-западе, с округом Саффолк, штат Нью-Йорк на юге (граничит с округом во внутренних водах).

## Демография
По переписи населения в 2000 году насчитывалось 259088 человек, 99835 домохозяйств, и 67188 семей, проживающих в округе. Плотность населения составляла 150 человек на квадратный километр. Существовали 110674 единицы жилья в средней плотности 64 человека на квадратный километр. Расовый состав округа составлял 87,00% белых, 5,29% афроамериканцев, 0,96% коренных американцев, 1,96% азиатской расы, 0,06% жителей тихоокеанских островов, 2,05% из других рас, и 2,68% от смешанных рас. 5,11% населения составляли испаноязычные жители. По национальному происхождению 13,8% были ирландского происхождения, 12,7% итальянского, 10,8% английского, 7,9% немецкого, 7,1% польского и 6,4% французского происхождения. 90,1% населения говорили английский как на основном, 4,5% на испанском и 1,1% на французском как га основном языке.
Существовали 99835 семей, из которых 32,40% имели детей в возрасте до 18 лет, проживающих с ними, 52,50% были супружескими парами, живущими вместе, в 11,00% семей женщины проживали без мужей, а 32,70% населения не имеют семей. 26,40% всех домохозяйств состояли из отдельных лиц и 9,50% из них из одиноких людей в возрасте 65 лет и старше. 
В округе возраст население был распределен таким образом: 24,40% населения в возрасте до 18 лет, 8,60% от 18 до 24 лет, 31,20% от 25 до 44 лет, 22,80% от 45 до 64 лет и 13,00%, в возрасте 65 лет и старше. Средний возраст составил 37 лет. На каждые 100 женщин приходилось 97,90 мужчин. На каждые 100 женщин с возрастом 18 лет и старше приходилось 96,50 мужчин
Средний доход на домашнее хозяйство в округе составил $50646, а средний доход на семью составляет $59857. Мужчины имеют средний доход от $41292 против $30525 у женщин. Доход на душу населения в округе составил $24678. 4,50% семей и 6,40% населения ниже черты бедности, в том числе 7,80% из них моложе 18 лет и 6,60% в возрасте 65 лет и старше.